# Металевий рахунок
Металеві рахунки — загальновживана назва для групи банківських операцій пов'язаних з банківськими металами. До таких операцій загалом входять:
• відповідальне зберігання банківських металів;
• поточний рахунок у безготівкових банківських металах (без або з фізичною поставкою металу);
• депозитний рахунок у банківських металах (без або з фізичною поставкою металу);
Відповідно до виду операції провадиться відповідний вид обліку банківського металу.
Відповідальне зберігання банківських металів — ще відомий як «металевий рахунок відповідального зберігання» або «allocated account» — рахунок Клієнта на якому обліковуються банківські метали, передані на відповідальне зберігання в банк, зі збереженням при цьому індивідуальних ознак (найменування, кількість цінностей, проба, виробник, серійний номер таке інше). Такі банківські метали, що були прийняті банком від клієнта на зберігання не відносяться до залучених коштів банку та не можуть бути розміщені банком від свого імені, та обліковуються фізичними одиницями та в Тройських унціях. За послугу зберігання металу власник металу сплачує банку комісійну винагороду.
Поточний рахунок у безготівкових банківських металах (без або з фізичною поставкою металу) — рахунок обліку зобов'язань у банківських металах у безготівковій формі, з можливістю (або без можливості) поповнення та отримання через касу банку фізичних зливків банківських металів та виконанням по таких рахунках операцій перерахування, конвертації, закладу і таких інших. Такий рахунок може використовуватись банками як джерело фондування, а банківські метали відносяться до залучених коштів банку. На металевому рахунку зазначаються зобов'язання банка перед клієнтом, але на кожний окремий момент часу загальні зобов'язання банку перед клієнтами за металевими рахунками можуть бути більшими ніж фактична кількість фізичного металу, що зберігається у касі (сховищі, депозитарії) банку. Облік банківських металів та рахунків у банківських металах ведеться у Тройських унціях.
Депозитний рахунок у банківських металах (без або з фізичною поставкою металу) — рахунок обліку зобов'язань у банківських металах у безготівковій формі, з можливістю (або без можливості) поповнення та отримання через касу банку фізичних зливків банківських металів та виконанням по таких рахунках операцій перерахування, закладу. Такий рахунок може використовуватись банками як джерело фондування, а банківські метали відносяться до залучених коштів банку. На металевому рахунку зазначаються зобов'язання банка перед клієнтом, але на кожний окремий момент часу загальні зобов'язання банку перед клієнтами за металевими рахунками можуть бути більшими ніж фактична кількість фізичного металу, що зберігається у касі (сховищі, депозитарії) банку. Облік банківських металів та рахунків у банківських металах ведеться у Тройських унціях. На відміну від поточного рахунку депозитний рахунок не надає можливості проводити операції конвертації одного металу в інший, але зазвичай передбачає відсоткову ставку прибутку від зберігання банківського металу на депозиті.